# Sacrifice 2012
Sacrifice 2012 è stata l'ottava edizione in pay-per-view prodotta dalla Total Nonstop Action Wrestling (TNA). L'evento si è svolto il 13 maggio 2012 presso la IMPACT! Zone di Orlando, Florida.

## Risultati
| # | Match                                                                             | Stipulazioni                                                                    | Durata |
| - | --------------------------------------------------------------------------------- | ------------------------------------------------------------------------------- | ------ |
| 1 | Bad Influence (Christopher Daniels e Kazarian) sconfiggono Samoa Joe e Magnus (c) | No disqualification Tag team match per i titoli TNA World Tag Team Championship | 10:54  |
| 2 | Gail Kim (c) ha sconfitto Brooke Tessmacher                                       | Single match per il titolo TNA Women's Knockout Championship                    | 07:26  |
| 3 | Devon (c) ha sconfitto Robbie E e Robbie T                                        | Triple threat match per il titolo TNA Television Championship                   | 05:28  |
| 4 | Mr. Anderson ha sconfitto Jeff Hardy                                              | Single match                                                                    | 11:47  |
| 5 | Crimson ha sconfitto Eric Young (con ODB)                                         | Single match                                                                    | 06:08  |
| 6 | Austin Aries ha sconfitto Bully Ray per sottomissione                             | Single match                                                                    | 13:18  |
| 7 | Kurt Angle ha sconfitto A.J. Styles per sottomissione                             | Single match                                                                    | 20:35  |
| 8 | Bobby Roode (c) ha sconfitto Rob Van Dam                                          | Ladder match per il titolo TNA World Heavyweight Championship                   | 15:38  |
|   | (c) = campione in carica al momento dell'inizio del match                         |                                                                                 |        |